# 阿久津ゆりえ
阿久津 ゆりえ（あくつ ゆりえ、1988年12月26日 - ）は、日本のファッション・モデル、タレント、ラジオ・パーソナリティである。Gunn's所属。群馬県観光特使に選ばれた。

## 来歴・人物
群馬県安中市出身。新島学園高等学校を卒業後、群馬県内の専門学校に通う。
2000年代後半より青文字系雑誌読者モデルを務める。
2015年1月、自身のブログで結婚を報告した。。 
2016年、宝島社よりスタイルブック『DRAWING』が発売。

## 書籍
- 群馬美少女図鑑vol.16 「Re:」 2013年2月25日 表紙・特集インタビュー
- DRAWING（宝島社）[4][5]

## 出演

### テレビ
- ZIP!（日本テレビ）[6] 流行ニュース Boomersレポーター（2014年4月～2015年3月）[7]。

### DJ・ラジオ
- motoのオールナイトニッポン0(ZERO)2013年6月11日 - ゲスト出演
- OTODAMA BEACH PARTY 2013 VOL.2 ~七夕の浜辺の出会いに乾杯~ 2013年7月7日[8]
- Vogue FNO Official After-Party & Fashion Show VELOURS NIGHT OUT 2013年9月7日[9]
- TOKYO FASHION FUSE 7@泉ガーデンギャラリー 2013年12月14日[10]
- FMぐんまちゃん家（FMぐんま）メインパーソナリティ[11]

### CM
- NTTグループ 「つなぐ。未来と。（アイディア）」篇 （2013年1月 - ）
- ココカラファイン 「ココロ、カラダ、ゲンキ」 （2013年3月 - ）
- フジッコ「Yoplait（ヨープレイト）Fruits On」（2020年4月 - ）

### 舞台
- テネシーワルツ (2012/02/28 (火) ～ 2012/03/04 (日)　[12]
- 第1回「しまぁ～ん共和国」旗揚げ公演『ブスの魔法使いと決め神様』『しまぁ～ん共和国LIVE』 (2013/10/23 (水) ～ 2013/10/30 (水) ) [13]
- 夏の終わりに （2013/12/02 (月) ～ 2013/12/08 (日) ）　[14]
- オールディーズの初恋地獄 (2014/06/17 (火) ～ 2014/06/22 (日) ) [13]
- ブルドッキングヘッドロックvol.25 『青空と複雑』　(2014/07/30 (水) ～ 2014/08/06 (水)) [15]

### ミュージック・ビデオ
- 石鹸屋 「青い雲」 (2013年)[16]
- sumika「リグレット」（2014年）[17]